# Проспект Металлургов (Мариуполь)
Проспе́кт Металлу́ргов (укр. Проспект Металургів) — одна из центральных улиц Мариуполя, располагается в северо-южном направлении от побережья Азовского моря до корпусов ММК и машиностроительного концерна «Азовмаш». Единственная улица, соединяющая 3 правобережных района города. Протяжённость — 7 км (одна из самых длинных в городе).
Ранее часть, располагающаяся в современном Центральном районе называлась улицей Франко (до революции — Бахмутская ул.), а в Кальмиусский — Весёлой улицей. Долгое время дорога была окраиной, окружённой садами и полями. В 1965—1966 годах застроен современный 5-й микрорайон с первыми в городе домами повышенной этажности.
От бульвара Шевченко до Никопольского проспекта центр проезжей части занимают трамвайные рельсы (см. Мариупольский трамвай). На проспекте расположены Городской сад, Лугопарк имени Гурова, Экстрим-парк.

## Достопримечательности
- Мариупольская площадь (до 1975 года — трамвайное кольцо маршрута № 4)
- Санаторий-профилакторий «Здоровье»
- Городской сад
- Дворец Спорта «Спартак»
- Здание Городской Центр ХЭТУМ и Детская Юношеская Спортивная Школа № 5 (ранее Дворец Пионеров)
- ЗАГС Центрального района
- Центр современного искусства и культуры имени А. И. Куинджи
- Филиал АТБ (ранее Центральный Гастроном)
- Дворец культуры «Маркохим»
- Городская детская библиотека имени М. Горького
- Памятник А. С. Пушкину
- Приазовский государственный технический университет — І корпус
- 11 Корпус ПГТУ «Лицей ПГТУ» (ранее ПТУ № 1)
- Здание Центрального суда
- Городской ЗАГС
- Здание Азовгипромеза
- Памятник А. Куинджи
- Центральный подземный переход
- Центральный рынок
- бывшая Мариупольская кондитерская фабрика
- Супермаркет «Браво»
- Центральное отделение полиции
- Филиал «ООО Стел»-«Торговые Евро Системы» (ранее филиал «ООО Мастер Строй ЮГ»)
- Супермаркет «Эльдорадо» (бывший универмаг «Мрия»)
- Ночной клуб «Максим»
- Ночной клуб «CAIRO» (ранее «Фараон», ранее «Клеопатра»)
- Памятник Т. Г. Шевченко
- Торговый Центр «Брусничка» (ранее универсам «Виват», ранее универсам «Кировский»)
- Кировский рынок
- Лугопарк имени Гурова
- Мариупольский зоопарк.
- Памятник борцам революции — 32-метровый обелиск из титанового сплава со скульптурной группой (открыт 4 ноября 1967 года).
- Экстрим-парк
- Универсам «Эко-Ильич»
- Дворец культуры Металлургов
- Кальмиусский районная администрация
- Гостиница «Дружба»
- Площадь Независимости
- Плавбассейн «Нептун»
- Кальмиусский районный суд

## Пересечения с улицами
- Приморский бульв. (Мариупольская пл.)
- ул. Первая Слободка
- пер. Танковый
- ул. Семенишина
- ул. Пушкина
- ул. Черняховского
- ул. Итальянская (к западу — ул. Апатова)
- ул. Георгиевская
- ул. Университетская
- просп. Мира (Административная пл.)
- ул. Соборная
- ул. Николаевская
- ул. Митрополитская
- ул. Фонтанная
- ул. Кафайская (между улицами Фонтанной и Кафайской — сквер Осипцова с памятным камнем в честь В. Н. Осипцова[1])
- ул. Готфейская
- бульв. Шевченко (площ. Кирова)
- ул. Марьинская
- ул. Успенская
- ул. Кальмиусская
- ул. Кальчикская
- ул. 7-й проезд
- ул. Покрышкина
- ул. Гастелло
- ул. Блажевича (Пл. Независимости)
- ул. Прожекторная
- просп. Никопольский
- ул. Чукарина В. И.
- ул. Новотрубная